# عرفت أنك مشاغب
تعديل مصدري - تعديل  
عرفتُ أنك مشاغب (بالإنجليزية: I Knew You Were Trouble) هي أغنية للمغنية وكاتبة الأغاني الأمريكية تايلور سويفت مِن ألبومها الرابع أحمر (Red). أطلقتْ شركة بيغ ماشين ريكوردز الأغنية في 27 نوفبمر 2012 كثالث أغنية مُنفردة مِن الألبوم في الولايات المتحدة. كتبتْ سويفت الأغنية مع المنتجيّن ماكس مارتن وشيلباك.
تلقتْ الأغنية آراءً إيجابية مِن النقاد. احتلتْ الأغنية المركز الثالث في قائمة بيلبورد هوت 100 بسبب مبيعاتها الرقمية الكبيرة حيث بيع مِن الأغنية 416,000 نسخة خلال أسبوعها الأول وأصبحتْ الأغنية الـ 14 لسويفت تدخل المركز العشر الأولى. عادتْ الأغنية واحتلتْ المركز الثاني في يناير 2013. فازتْ الأغنية بجائزة ظاهرة يوتيوب في حفل جوائز يوتيوب الموسيقية. تُعدّ الأغنية واحدة مِن أفضل الأغاني المنفردة مبيعاً حول العالم حيث بلغتْ مبيعاتها أكثر مِن 6.6 مليون نسخة عالمياً.

## الخلفية والإصدار

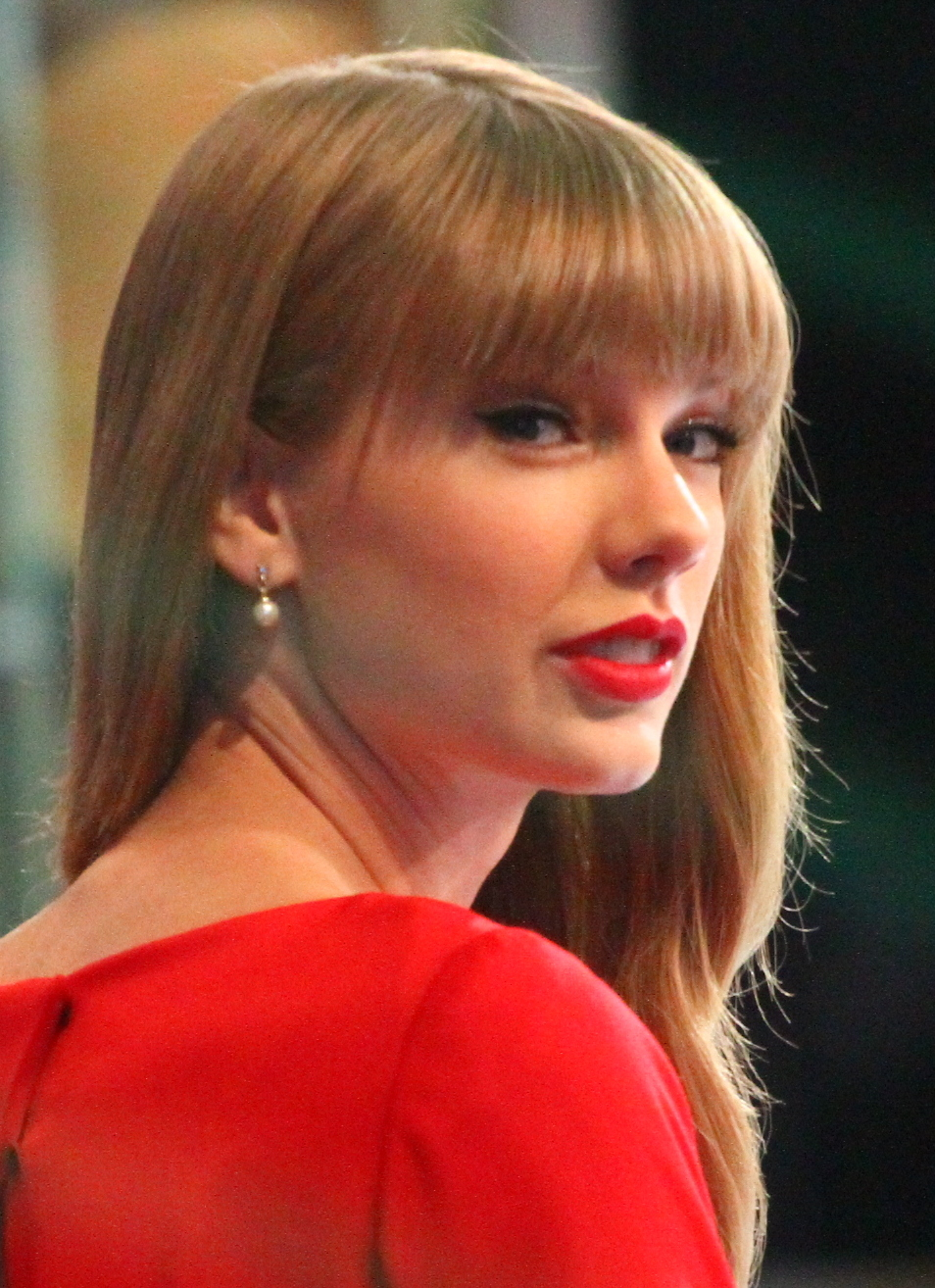
تايلور سويفت في برنامج صباح الخير أمريكا.

صرحّتْ تايلور سويفت لمجلة رولينغ ستون بعد أداءها في مهرجان أيهيرت راديو الموسيقيّ في 2012 أنها ستكشف عن أغاني ألبومها أحمر (Red) واحدة تلو الأخرى حيث قالت ‘‘ابتداءً مِن هذا الأسبوع سوف أكشف عن [الأغاني]... أنا أريد للألبوم أن يحمل مفاجآت كثيرة عندما يصدر في النهاية... إن هناك أغانٍ تجعل مِن الألبوم فريداً’’. في معرض حديثها عن العمل على المؤثرات البصرية في الجولة المُصاحبة للألبوم قالتْ سويفت ‘‘أنا دائماً أفكر في ذلك... كيف سنؤدي ذلك في حفلٍ ما؟ وكيف ستكون الأضواء؟ وما هي الأزياء التي سأرتديها؟ إن إحدى الأغاني التي تتميز بهيئتها البصرية تُدعى "عرفتُ أنك مشاغب (I Knew You Were Trouble). عرضتْ تايلور سويفت الأغنية مُقدماً في برنامج صباح الخير أمريكا في 8 أكتوبر 2012 ثم أُطلِقت كأغنية منفردة ترويجية (برومو) في 9 أكتوبر 2012 على آيتونز للتحميل الرقمي. أرسِلَتْ الأغنية لتُبث في الإذاعات الأمريكية في 27 نوفبمر 2012 لتُصبح ثالث أغنية منفردة مِن الألبوم. أطلقتْ سويفت أسطوانة منفردة للأغنية عبر موقعها على الإنترنت في 13 ديسمبر 2012. أُطلِقتْ الأغنية في بريطانيا في 10 ديسمبر 2012.

## الموسيقى والكلمات
الأغنية مِن كتابة تايلور سويفت وماكس مارتن وشيلباك ومِن إنتاج ماكس مارتن وشيلباك.
بدأت سويفت بعزف لحن الأغنية على البيانو أولاً وطلبتْ لاحقاً مِن ماكس مارتن وشيلباك إنتاج صوتٍ للأغنية ‘‘يُشبه فوضوية الشعور الذي تتحدث عنه الأغنية’’ فاقترح ماكس مارتن وشيلباك إدخال بعض موسيقى الدبستيب. قالت سويفت بأن إد شيران هو الذي عرفها بهذا النوع مِن الموسيقى غير أنها لم تدرسه أكثر. تبدأ الأغنية كموسيقى بوب-روك عادية يُصاحبها عزف غيتار حيويّ وتبدأ سويفت بالغناء واصفةً بداية علاقة رومانسية يتغير بعد ذلك عزف الأغنية لتتضمن غيتار بايس وغيتار إلكتروني. نُشرتْ القطعة الموسيقية للأغنية على موقع موزيك نوتس وتُظهر أن متوسط سرعة الإيقاع للأغنية هو 154 إيقاع للدقيقة. كُتِبتْ الأغنية عبر مفتاح مي منخفض صغير الموسيقيّ ويتراوح صوت سويفت ما بين مفتاح سي ومفتاح مي.
تتحدث كلمات الأغنية عن علاقة انتهتْ وكيف أن البطلة كانت مُدركة لمصير العلاقة منذ البداية. قالت ستيفاني ماركوس الكاتبة في هافنغتون بوست أن الأغنية تتشابه مع أغنية سويفت السابقة «عزيزي جون (Dear John)» مِن ألبومها السابق انطق الآن (Speak Now). قال سام لانسكي مِن موقع أيدولايتور أن الأغنية تحكي قصة العلاقة مِن منظور أوسع عن بقية أغاني سويفت السابقة المليئة بالتفاصيل.
قالتْ تايلور سويفت عندما عرضتْ الأغنية مُقدماً في برنامج صباح الخير أمريكا في 8 أكتوبر 2012 أن الأغنية مِن الأغاني المفضلة لديها في الألبوم لأنها ‘‘تُوّلد لديك نفس الشعور الفوضويّ الذي أحسستُ به عندما كتبتها. تتحدث الأغنية عن السخط الذي يأتي عندما يفطر شخصُ ما قلبك في حين أنك كنتَ تعرف منذ البداية أن هذا الشخص سوف يُسبب لك المتاعب لكنك خضتَ في العلاقة على أي حال لذا فإن العار عليّ’’. في البداية اعتقدتْ وسائل الإعلام أن الأغنية تتحدث عن صديق سويفت السابق جون ماير على ضوء أغنيتها السابقة «عزيزي جون (Dear John)» مِن ألبومها السابق انطق الآن وصرحّت سويفت في مقابلة مع إم تي في أن الأغنية تتحدث عن فتاة طيبة تقع في حب ولدٍ سيء وينتج عن ذلك ‘‘علاقة سامّة’’ بينهما تنتهي بالانفصال. تحدثتْ سويفت بعمق عن الأغنية قائلة: 
| عرفت أنك مشاغب | لقد مررتُ بتجربة جعلتني أكتب هذه الأغنية فهي تتحدث عن اللحظة التي ترى فيها شخصاً وتُفكر: هذه العلاقة ستكون مثيرة للاهتمام وربما خطيرة لكني سأمضي فيها على أي حال لأنني لا أريد أن أندم على ما فاتني وهذا الشعور يتماشى مع هذه الأغنية التي تتخطى الحدود فأنا لم أكتب مثل هذه الأغنية مِن قبل. | عرفت أنك مشاغب |

## آراء النقاد
تلقتْ الأغنية آراء إيجابية مِن النقاد إجمالاً الذين أثنوا على جاذبيتها لكن كثيرين منهم لاحظوا أن موسيقى الدبستيب كانت محدودة في الأغنية. أثنى جون كارمانسيا الكاتب في صحيفة نيويورك تايمز على الأغنية ووصفها بأنها ‘‘واحدة مِن أفضل أغاني 2012’’ وقال ‘‘إن عنصر موسيقى الدبستيب يأتي في منتصف الأغنية ليُغير الأغنية والمسيرة المهنية لسويفت’’. قارن مارك هوغان مِن مجلة سبين الأغنية بأغنية «نحن لن نعود لبعضنا أبداً (We Are Never Ever Getting Back Together)» ووصفها بأنها ‘‘سهلة الحظ’’ و‘‘بعيدة كلياً عن موسيقى الريف’’. أعطى لويس كورنر الكاتب في موقع ديجيتال سباي الأغنية تقييم أربع نجوم مِن أصل خمسة وقال ‘‘تايلور سويفت وموسيقى الدبستيب مثل زبدة الفول السوداني والهلام: مظهرهما معاً غريباً لكن مزيجهما معاً يُشبع.’’ وصفتْ جويسلين فينا مِن إم تي في الأغنية بأنها ‘‘فوضوية’’ وأن الأغنية تستعرض كل أنواع الموسيقى. قال سام لانسكي مِن موقع أيدولايتور مُعلقاً على رحيل سويفت عن موسيقاها المعهودة ‘‘إن المزيج مع البوب في هذه الأغنية ليس مثل أغنية «نحن لن نعود لبعضنا أبداً (We Are Never Ever Getting Back Together)» غير إن بصمة ماكس مارتن واضحة في الأغنية كلها... قد يكون هناك جزءٌ منا يشتاق أغاني سويفت ذات الطابع الشخصيّ لكنها مازلتْ حاضرة في مكانٍ ما في الألبوم كما إن اجتماع كل هؤلاء المنتجين النجوم يجعل سويفت تُثبتْ أنها أكثر مِن مجرد فتاة مع غيتار’’. وصف كريس ويلمان مِن مراسلو هوليود بأنها ‘‘أغنية روك رائعة’’. كتبتْ أماندا دوبينس مِن مجلة نيويورك أن إضافة موسيقى الدبستيب كان محدوداً ووصفت الأغنية بأنها ‘‘جريئة ومشحونة’’. قارن جيمس ريد الكاتب في صحيفة بوسطن غلوب الأغنية بأغنية "22" لسويفت مِن الألبوم نفسه وقال أن الأغنيتين ‘‘تجعلان سويفت تبدو مثل كاتي بيري وتقريباً مثل جوان جيت’’.

## نجاح تجاري
خلال إطلاقها كأغنية منفردة ترويجية (برومو) في 9 أكتوبر 2012 احتلتْ الأغنية المركز الثالث في قائمة بيلبورد هوت 100 واحتلتْ المركز الأول في قائمة هوت أغاني رقمية. أصبحتْ الأغنية رابع أغنية مِن الألبوم تصل للمراكز العشر الأولى حيث إن القليل مِن الفنانين قد حققوا ذلك. كما دخلتْ الأغنية في المراتب الخمس الأولى إلى جانب أغنية «نحن لن نعود لبعضنا أبداً (We Are Never Ever Getting Back Together)» لتُصبح تلك أول مرة تدخل فيها اثنان مِن أغاني سويت ضمن المراتب الخمس الأولى في الوقت نفسه. بيع مِن الأغنية 416,000 نسخة خلال أسبوعها الأول لتُصبح سويفت أول مغنية تتخطى مبيعات اثنان مِن أغانيها الـ 400,000 نسخة. أُطلِقتْ الأغنية في 27 نوفمبر كثالث أغنية منفردة مِن الألبوم وبيع مِن الأغنية في أسبوعها الحادي عشر 582,000 نسخة في الولايات المتحدة ليجعل الأغنية تحتل المركز الثاني في قائمة بيلبورد. حققتْ الأغنية في النهاية نجاحاً تجارياً حيث باعتْ أكثر من ثلاثة ملايين نسخة في الولايات المتحدة وبيع مِن الأغنية بحلول نوفمبر 2014 أكثر مِن خمسة ملايين نسخة في الولايات المتحدة. حققتْ الأغنية نجاحاً تجارياً في بقية دول العالم. احتلتْ الأغنية المركز الثاني في قوائم المبيعات في كندا لتُصبح سابع أغنية لسويفت تصل للمراتب الخمس الأولى. احتلتْ الأغنية المركز الثاني في قوائم المبيعات في بريطانيا في 19 يناير 2013 لتتعادل الأغنية مع أغنية «انفضه عنك (Shake It Off)» وأغنية «قصة حب (Love Story)» مِن حيث كونها مِن الأغاني الأكثر مبيعاً لسويفت في بريطانيا. احتلتْ الأغنية المركز الثالث في قوائم المبيعات في أستراليا لتُصبح ثاني أغنية لسويفت تصل للمراكز الخمس الأولى وسابع أغنية لسويفت تصل للمراكز العشر الأولى. احتلتْ الأغنية المركز الثالث في الدنمارك لتُصبح الأغنية الأفضل مبيعاً لسويفت في الدنمارك بعد أن احتلتْ أغنيتها «قصة حب (Love Story)» المركز الـ 16. احتلتْ الأغنية المركز الثالث في نيوزلندا وبقيتْ هناك لثلاثة أسابيع متتالية لتُصبح رابع أغنية لسويفت تصل للمراكز الخمس الأولى في نيوزلندا وثاني أغنية مِن ألبوم أحمر (Red) تصل للمراكز الخمس الأولى هناك.

## فيديو كليب
بدأ تصوير الفيديو كليب في 18 نوفبمر 2012 في لوس أنجلوس بولاية كاليفورنيا. الفيديو كليب مِن إخراج أنثوني ماندلر الذي أخرج أيضاً فيديو كليب أغنية «22» لتايلور سويفت. جرى عرض الفيديو كليب في 13 ديسمبر 2012 على قناة إم تي في. يلعب دور حبيب سويفت المغني والممثل الأمريكي ريف كارني. قارن كثيرون الفيديو بفيديو كليب أغنية «أركب (Ride)» للمغنية الأمريكية لانا دِلْ راي والذي أخرجه أيضاً أنثوني ماندلر كما قارنتْ مجلة رولينغ ستون الفيديو بفيديو أغنية «عثرنا على الحب (We Found Love)» للمغنية الأمريكي ريهانا. ترشح الفيديو عام 2013 لجائزة أفضل فيديو لفنانة في حفل جوائز إم تي في للفيديو كليب، يُعدّ ذلك ثاني فوز لسويفت عن هذه الفئة بعد أن فازتْ بالجائزة عن أغنية «مكانك معي (You Belong With Me)» عام 2009. ترشح الفيديو أيضاً لجائزة فيديو العام في حفل جوائز إم تي في.

## الأداء الحيّ

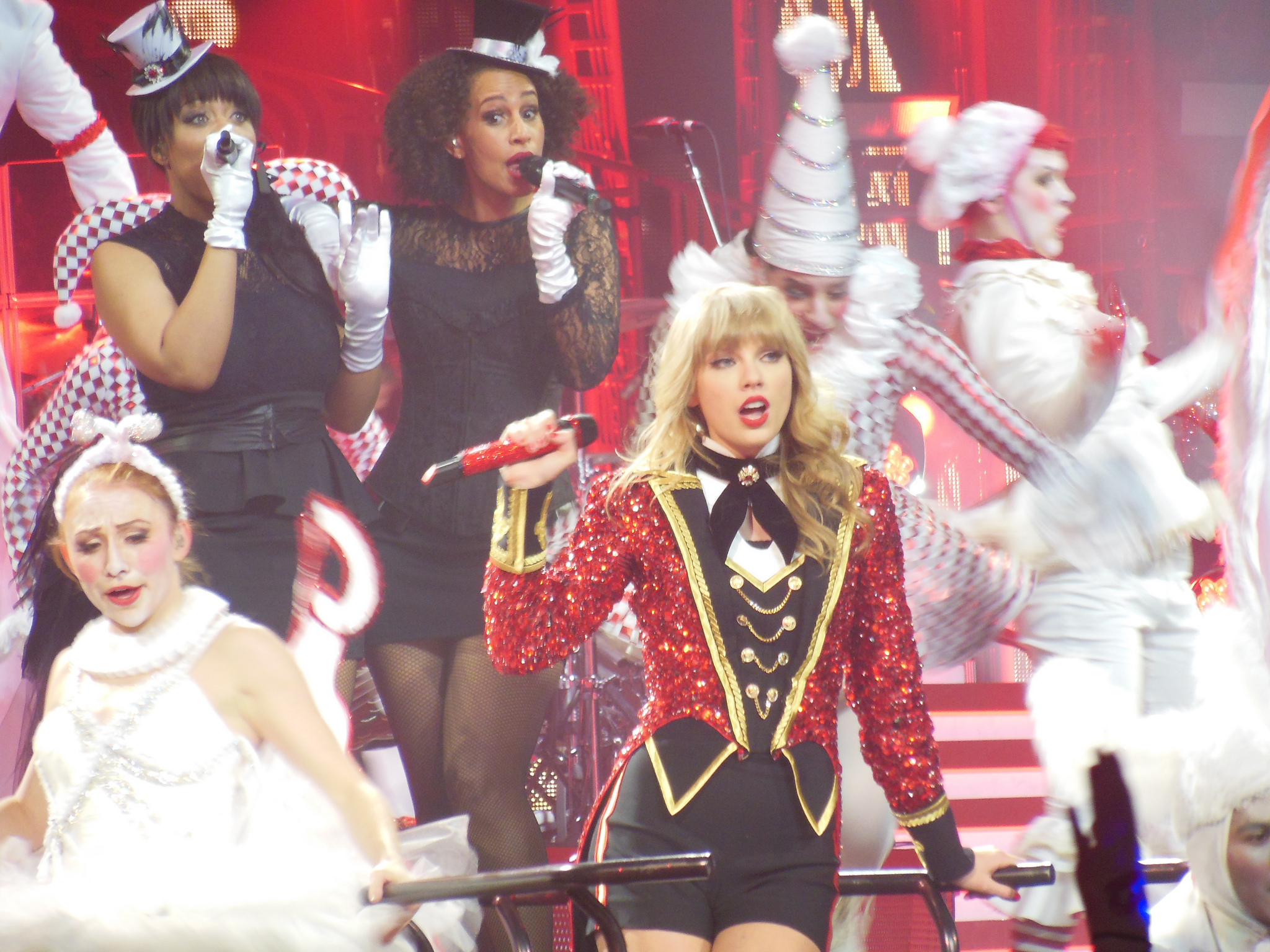
تايلور سويفت خلال الجولة الموسقية للألبوم أحمر (Red)

أدتْ سويفت الأغنية في  حفل جوائز الموسيقى الأمريكية (American Music Awards) في 18 بوفمبر 2012 وفي احتفال رأس السنة في نيويورك في 30 ديسمبر 2012. أدت سويفت الأغنية في حفل الجوائز البريطانية (Brit Awards) في 20 فبراير 2013 وفي عرض أزياء فيكتوريا سيكريت في 10 ديسمبر 2013 كما أدت سويفت الأغنية خلال الجولة الموسيقية المصاحبة لألبوم أحمر (Red).

## أفراد العمل
- تايلور سويفت ــ كاتبة، صوت رئيسي.
- ماكس مارتن ــ كاتب، منتج.
- شيلباك ــ كاتب، منتج، عزف غيتار منفرد، برمجة.
- مايكل إلبرت ــ التسجيل في استديو إم إكس إم (ستوكهولم - السويد).
- سام هولاند ــ التسجيل في استديو كونواي (لوس أنجلوس - كاليفورنيا).
- سكوت بورتشيتا ــ منتج منفذ.
- جون هاينز ــ هندسة.
- جو-آن توميناغا ــ منسق الإنتاج.

## قوائم المبيعات
| القائمة (2012-2013)                                  | الترتيب |
| ---------------------------------------------------- | ------- |
| أستراليا (أريا تشارتس)                               | 3       |
| النمسا (أو3 النمسا توب 40)                           | 6       |
| بلجيكا                                               | 10      |
| بلغاريا (الاتحاد الدولي للصناعة الفونوغرافية)        | 29      |
| كندا (كاناديان هوت 100)                              | 2       |
| جمهورية التشيك (الاتحاد الدولي للصناعة الفونوغرافية) | 1       |
| الدنمارك (تراكليسن)                                  | 3       |
| فنلندا (تسجيلات فنلندا الرئيسية)                     | 10      |
| فرنسا (سنديكا ناسيونال دي ليديسيون فونوغرافيك)       | 14      |
| ألمانيا (جي إف كاي إنترتاينمنت تشارتس)               | 9       |
| هنغاريا (إتحاد شركات التسجيلات المجرية)              | 13      |
| أيرلندا (ترتيب أغاني أيرلندا)                        | 4       |
| اليابان (يابان هوت 100)                              | 51      |
| المكسيك (مونيتور لاتينو)                             | 15      |
| هولاندا (داتش توب 40)                                | 19      |
| نيوزلندا (ريكورديد ميوزك إن زيت)                     | 3       |
| اسكتلندا (يو كاي سنغلس تشارتس)                       | 2       |
| سلوفاكيا (الاتحاد الدولي للصناعة الفونوغرافية)       | 17      |
| جنوب أفريقيا                                         | 6       |
| أسبانيا (برودوكوتوريس دي ميوزيكا دي إسبانيا)         | 17      |
| السويد (سويرجتوبليستان)                              | 37      |
| سويسرا (سويس هيتبارادي)                              | 8       |
| بريطانيا (يو كاي سنغلس تشارتس)                       | 2       |
| الولايات المتحدة (بيلبورد هوت 100)                   | 2       |

| القائمة (2013)                     | الترتيب |
| ---------------------------------- | ------- |
| أستراليا ARIA                      | 55      |
| كندا Canadian Hot 100              | 12      |
| ألمانيا Media Control AG           | 57      |
| هنغاريا Rádiós Top 40              | 94      |
| نيوزلندا Recorded Music NZ         | 31      |
| بريطانيا Official Charts Company   | 17      |
| الولايات المتحدة Billboard Hot 100 | 16      |

## تاريخ الإصدار
| البلد            | التاريخ        | الشكل          | الشركة            |
| ---------------- | -------------- | -------------- | ----------------- |
| الولايات المتحدة | 9 أكتوبر 2012  | تحميل رقمي     | بيغ ماشين ريكوردز |
| الولايات المتحدة | 27 نوفمبر 2012 | عبر الإذاعة    | بيغ ماشين ريكوردز |
| الولايات المتحدة | 13 ديمسبر 2012 | أسطوانة منفردة | بيغ ماشين ريكوردز |